# اداموا، بخش دزیالدوا
اداموا، بخش دزیالدوا (به لاتین: Adamowo, Działdowo County) در لهستان است که در warmian-masurian voivodeship واقع شده‌است.